# 塞内茨
塞內茨 是斯洛伐克西南部布拉迪斯拉发州塞內茨县的一个城市。
塞內茨不但是塞內茨县的首府所在地，而且是一个众所周知的夏季旅游和娱乐中心。这个城市不仅是因为，斯洛伐克首都布拉迪斯拉发附近的吸引力，但也因为健康的环境和夏季度假胜地“Slnečné jazerá”（“阳光灿烂的湖”）。
在《特里亚农和约》之前，该城镇隶属于匈牙利，在匈牙利语中被称作森奇（匈牙利語：Szenc）

## 友好城市
- 匈牙利莫雄马扎尔古堡
- 奥地利帕恩多夫
- 克罗地亚塞尼